# Brian Hart
Brian Roger Hart (Enfield, 7 settembre 1936 – Epping, 5 gennaio 2014) è stato un pilota automobilistico e imprenditore britannico, fondatore della fabbrica di motori di Formula 1 Brian Hart Ltd.
La sua carriera come pilota automobilistico è iniziata nel 1958 ed è proseguita fino al 1971, sempre alla guida di monoposto; partecipò a gare in varie categorie, a partire dalla Formula Junior per passare alla Formula 3, alla Formula 2 e alla partecipazione ad una singola gara anche in Formula 1 con la qualificazione al Gran Premio di Germania 1967.
Dopo aver iniziato a lavorare presso la de Havilland nel campo aeronautico dal 1967, la sua attività si spostò verso la progettazione di motori automobilistici, iniziando dapprima alla Cosworth con le evoluzioni del motore Ford FVA e fondando nel 1969 l'azienda che porta il suo nome.
Proprio grazie alle creazioni della nuova società ottenne notorietà internazionale come fornitore di propulsori, sia di Formula 2 che di Formula 1 per tre decenni.